# لاینه‌فلده-وربیس
شهر لاینه‌فلده-وربیس (به آلمانی: Leinefelde-Worbis) در ایالت تورینگن در کشور آلمان واقع شده‌است.